# Río Minesota
El río Minesota es un importante río del norte de los Estados Unidos, un afluente derecho del curso alto del río Misisipi, que discurre por los estados de Minnesota y Dakota del Sur. Tiene una longitud de  534 km y drena una cuenca de 44 000 km². Si se considera con su fuente más lejana (el río Little Minnesota, de 114,9 km, que desagua en el lago Big Stone), el sistema Minnesota–lago Big Stone–río Little Minnesota supera los 690 km.

## Historia
El nombre del río es de origen amerindio. De hecho, en idioma lakota, mini significa «agua» y sota significa «color humeado blanco» o «color cielo nublado». El río ha dado su nombre primero al territorio de Minnesota y luego al estado de Minnesota.
En 1699, el comerciante de pieles francés Pierre-Charles Le Sueur estaba con un grupo que remontó el río Misisipí desde Biloxi hasta el «país de los Nadouessioux», deteniéndose para pasar el invierno en la isla Pelée o Fort Perrot, en el lago Pepin. Siguió río arriba el Misisipí hasta las cataratas de San Antonio, descubiertas unos años antes por Louis Hennepin. Después de comerciar en el verano y otoño de 1700 con las bandas locales dakota del área (los mdewankantons, wahpetons y wahpekutes), Le Sueur y un grupo de 20 hombres fueron más allá hasta el río conocido por la población nativa como «minisota», o «nube reflejada en el agua». Históricamente, el río también fue conocido  por los voyageurs franceses posteriores como «rivière de Saint Pierre».

## Geografía
Nace en el suroeste del estado de Minnesota, en el lago Big Stone, en la frontera con Dakota del Sur. Cruza las llanuras de Minnesota hacia el sureste. En Mankato, cambia su rumbo hacia noreste. Desemboca en el Misisipi, 10 km al suroeste del centro de Saint Paul y 10 km al sursureste del centro de Minneapolis.
El curso del río se dibujó al final del período glaciar, ya que el río Minnesota fue en su moment, emisario del lago Agassiz hoy día desaparecido.

### Afluentes del río Minnesota
Los principales afluentes del Minnesota se recogen, en dirección a guas abajo, a continuación.
| Río                            | Situación de la confluencia                 |
| ------------------------------ | ------------------------------------------- |
| Río Little Minnesota           | Lago Big Stone                              |
| Río Whetstone                  | Ortonville                                  |
| Río Yellow Bank                | Odessa                                      |
| Río Pomme de Terre (Minnesota) | condado de Swift en el suroeste de Appleton |
| Río Lac qui Parle              | Parque Estatal de Lago Qui Parle            |
| Río Chippewa                   | Montevideo                                  |
| Río Yellow Medicine            | Parque Estatal de Upper Sioux Agencia       |
| Río Redwood                    | Redwood Falls                               |
| Río Cottonwood                 | New Ulm                                     |
| Río Little Cottonwood          | Sureste de New Ulm                          |
| Río Blue Earth                 | Mankato                                     |
| Río Rush                       | Le Sueur                                    |
| Río Crédit                     | Condado de Scott                            |

### Localidades en el río

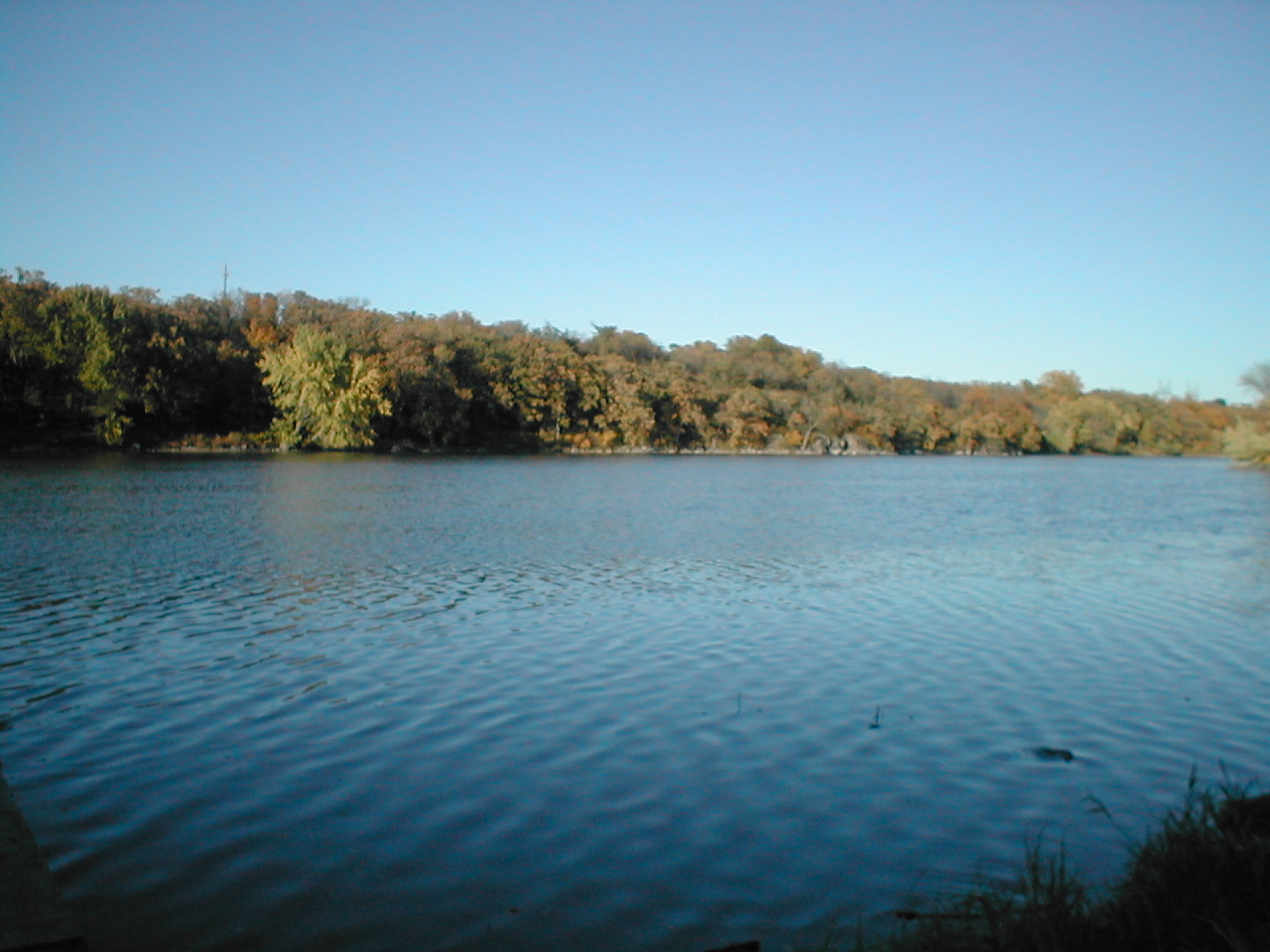
Vista del río desde Memorial Park; al sureste de Granite Falls

- Belle Plaine
- Bloomington
- Burnsville
- Carver
- Chanhassen
- Chaska
- Courtland
- Eagan
- Eden Prairie
- Franklin
- Granite Falls
- Henderson
- Kasota
- Le Sueur
- Mankato
- Mendota
- Mendota Heights
- Montevideo
- Morton
- New Ulm
- North Mankato
- Odessa
- Ortonville
- St. Peter
- Savage
- Shakopee

## Hidrometría
El caudal del río se ha medido de forma continua desde 1934 cerca de Jordan, condado de Carver, Minnesota, cerca de su desembocadura. El río drena en ese punto un área de 41 925 km². Su caudal medio es de 130 m³/s. Se deduce que la lámina de escorrentía en un año pasado en la cuenca es de 98 mm, un valor muy bajo, mucho menor que el de la cuenca del Misisipí. El río tiene un máximo en abril, cuando se derrite la nieve con una caudal mensual de 368 m³/s y un mínimo en enero con una caudal mensual de 28 m³/s. El mayor caudal registrado ha sido de 3310 m³/s medidos el 11 de abril de 1965.
| Caudal medio mensual del Tisa en la estación hidrológica cerca de Jordan (Minnesota) (Datos calculados en 74 años (1934-2008), en m³/s) |
| |